# Chełmo
Chełmo – wieś w Polsce położona w województwie łódzkim, w powiecie radomszczańskim, w gminie Masłowice.
W latach 1975–1998 miejscowość administracyjnie należała do województwa piotrkowskiego.

## Części wsi
| SIMC    | Nazwa    | Rodzaj     |
| ------- | -------- | ---------- |
| 0545640 | Leonów   | przysiółek |
| 0545656 | Marianka | przysiółek |

## Zabytki
Kościół pw. św. Mikołaja obecnie bezstylowy z zachowanymi ołtarzami bocznymi i w prezbiterium. W kościele nagrobek Jana Leżeńskiego z XVI w. Kościół stanął prawdopodobnie na miejscu pogańskiego cmentarzyska. Pałac, niegdyś własność rodziny Wielowiejskich, w 1975 r. pałac uległ poważnym zniszczeniom na skutek pożaru. Do dziś trwają prace konserwacyjne i remontowe. Wokół pałacu znajduje się park z wieloma gatunkami drzew.
Od strony południowej miejscowości usytuowana jest Góra Chełmo 323 m n.p.m. – z pozostałościami grodziska z X w. otoczonego czterema pierścieniami wałów obronnych. Grodzisko istniało kilkadziesiąt lat i zostało spalone. Według historyka Tomasz Nowaka były to prawdopodobnie umocnienia obronne albo miejsce kultu.
Według rejestru zabytków Narodowego Instytutu Dziedzictwa na listę zabytków wpisane są obiekty:
- kościół parafialny pw. św. Mikołaja, 1573, nr rej.: 196-X-6 z 24.08.1948 oraz 217 z 2.12.1967
- dzwonnica, XIX w., nr rej.: 722 z 27.12.1967
- zespół pałacowy, XVII–XIX w.:
  - pałac, nr rej.: 723 z 27.12.1967
  - park, nr rej.: 296 z 31.08.1983

Przez wieś przebiega pieszy szlak turystyczny – Szlak partyzancki, oznaczony kolorem czerwonym .